# Nhà thờ Thánh Gioan Baotixita (Mikulov)
Nhà thờ Thánh Gioan Baotixita ở thị trấn Mikulov thuộc huyện Břeclav là một nhà thờ Công giáo La Mã, đồng thời cũng là một Di tích Văn hóa của Cộng hòa Séc.

## Lịch sử
Đây là nhà thờ thứ hai của cùng một thánh hiến ở Mikulov. Nhà thờ đầu tiên nằm ở đằng sau bức tường thành, ngay khúc quanh của dòng sông Hnánice và gần bệnh viện. Tuy vậy, nhà thờ này lại có không gian nhỏ, điều kiện không ổn định, khó có thể xây dựng thêm. Sau hơn một năm kể từ khi người Piarist đến ở Mikulov, công cuộc xây dựng nhà thờ mới đã bắt đầu. Việc xây dựng nhà thờ kéo dài đến năm 1712, do kiến trúc sư Ondřej Erna thiết kế chính. Ngoài ra vào năm 1683, kiến trúc sư Giovanni Pietro Tencalla cũng tham gia công cuộc thiết kế và xây dựng lối vào.
Nhà thờ được xây dựng theo phong cách Baroque. Và đến năm 1784, nơi này được sử dụng như một giáo xứ cho vùng ngoại ô Mikulov.